# Dora-heita
Pour plus de détails, voir Fiche technique et Distribution.
Dora-heita (どら平太) est un film japonais réalisé par Kon Ichikawa sorti en 2000.

## Synopsis
Koheita Mochizuki est nommé nouveau magistrat de la ville de Horisoto, réputée corrompue et anarchique. Il vient de Edo où il était surnommé Dora-heita qui signifie « chat de gouttière » ou « playboy ». Se montrant joueur, alcoolique et séducteur, il obtient de nombreuses informations et prépare un plan pour éradiquer la corruption. L'arrivée inattendue de sa maîtresse Kosei va compliquer sa tâche.

## Fiche technique
- Titre : Dora-heita[1]
- Titre original : どら平太 (Dora-heita?)
- Réalisation : Kon Ichikawa
- Scénario : Akira Kurosawa, Keisuke Kinoshita, Kon Ichikawa et Masaki Kobayashi, d'après le roman Machi bugyō nikki (町奉行日記?) de Shūgorō Yamamoto
- Photographie : Yukio Isohata (ja)
- Montage : Chizuko Osada (ja)
- Décors : Yoshinobu Nishioka (ja)
- Lumières : Kazuo Shimomura (ja)
- Musique : Kensaku Tanikawa (ja)
- Société de distribution : Tōhō
- Pays d'origine :  Japon
- Langue originale : japonais
- Format : couleur (Eastmancolor) — 1,85:1 — 35 mm — DTS
- Genres : Jidai-geki - film historique - film d'aventures
- Durée : 111 minutes[2] (métrage : six bobines - 3 047 m[2])
- Date de sortie 
  - Japon : 13 mai 2000[2]

## Distribution
- Kōji Yakusho : Mochizuki Koheita / Dora-heita
- Yūko Asano (ja) : Kosei
- Ryūdō Uzaki (ja) : Senba Gijūrō
- Tsurutarō Kataoka (ja) : Yasukawa Hanzō
- Bunta Sugawara : Nadanamiya Hachirobe
- Saburō Ishikura (ja) : Tomoe no Tajū
- Renji Ishibashi : Saibei
- Kyōko Kishida : Anegofū no onna
- Hideji Ōtaki : Imamura Kamon
- Shigeru Kōyama : Honda Ikki
- Takeshi Katō : Uchijima Toneri
- Noboru Mitani (ja) : Ochiai Mondonoshō
- Masane Tsukayama : Satō Tatewaki

## Distinctions
Lors de la Japan Academy Prize de 2001, Dora-heita est sélectionné dans six catégories, les prix du meilleur acteur (Kōji Yakusho), du meilleur acteur dans un second rôle (Tsurutarō Kataoka (ja)), de la meilleure image (Yukio Isohata (ja)), des meilleurs lumières (Kazuo Shimomura (ja)), du meilleur montage (Chizuko Osada (ja)) et des meilleurs décors (Yoshinobu Nishioka (ja)) sans obtenir de récompense.